# Три Ключа
Три Ключа́ (рос. Три Ключа, башк. Три Ключа) — присілок у складі Шаранського району Башкортостану, Росія. Входить до складу Мічурінської сільської ради.
Населення — 107 осіб (2010; 101 у 2002).
Національний склад:
- чуваші — 85 %